# Лучший вор мира
«Лу́чший вор ми́ра» (англ. The Best Thief in the World) — американская драма с Мэри-Луиз Паркер в главной роли. Фильм был выпущен в 2004 году на кинофестивале «Сандэнс».

## Сюжет
11-летний мальчик Иззи (Майкл Сильверман) предоставлен самому себе, так как его мать, Сью (Мэри-Луиз Паркер), вечно занята с двумя младшими детьми и парализованным мужем-инвалидом, Полом (Дэвид Уоршофски). Маленькой зарплаты учителя едва хватает на оплату жилья. Иззи проникает в чужие квартиры в их доме, чтобы на него обратили внимание. Он не ворует вещи, вместо этого он съедает продукты, разрисовывает стены, перестанавливает мебель, принимает душ и жжёт бумажки, пока хозяев нет дома.
Медицинская страховка Пола истекает, и Сью решает забрать мужа домой и заботиться о нём самой. Иззи начинает общаться с хулиганами, и вскоре, когда он снова пытается взломать очередную квартиру, он попадается домовладельцам, после чего его доставляют в местное отделение полиции.

## В ролях
| Актёр            | Роль                                      |
| ---------------- | ----------------------------------------- |
| Мэри-Луиз Паркер | Сью Зайдман                               |
| Майкл Сильверман | Иззи Зайдман сын Сью                      |
| Дэвид Уоршофски  | Пол Зайдман муж Сью, отец Иззи            |
| Одра Макдональд  | Рут                                       |
| Лоис Смит        | Хелен                                     |
| Марго Мартиндейл | мисс Мейсон                               |
| Джелани Джеффрис | Робби                                     |
| Челси Харкинс    | Эми Зайдман дочь Сью, младшая сестра Иззи |
| Джона Бобо       | Сэм Зайдман младший сын Сью, брат Иззи    |
| Роберта Уоллач   |                                           |
| Том Блум         | доктор Чаллоп                             |